# 冈奇金·布曼增迪
冈奇金·布曼增迪（1881年9月11日—1953年9月23日），蒙古族，蒙古人民共和国政治家，蒙古人民军创始人之一。曾于1940年至1953年先后担任国家小呼拉尔主席团主席、大人民呼拉尔主席团主席。

## 生平
布曼增迪于1881年9月11日生于外蒙古土谢图汗部中左翼末旗（额尔敦郡王旗，今色楞格省尧勒县）的一个贫苦牧民家庭。13岁时，布曼增迪学会了读写，替所在旗的不识字的人们写信作文。到16岁时，他已经成为一位熟练的木工，但却在从恰克图到库伦的路上的一个驿站当车夫。从1912年至1918年，布曼增迪在库伦当劳工。此后，他回到所在旗，在当地政府中任职。1920年，布曼增迪联络上了蒙古人民党的革命者们，并为这些革命者筹办冬季衣服，还替他们进行宣传活动。在1921年首次见到苏赫-巴托尔之后，布曼增迪被任命为部队的指挥官，参加了对买卖城的进攻，随后参与驱逐中华民国驻军及恩琴的军队。
革命后不久，布曼增迪奉命追击并截住了恩琴的辎重，当时这批辎重正向车臣汗部曾合勒河（Цэнхэрийн гол）的东边运输。作为团长，布曼增迪被派往蒙古东部，并击败了马塔德附近毛盖图（Могойт）由奈丹王率领的反革命势力，恩琴的副官姜巴伦（Жамбалон）、鲁布桑（Лувсан）和贡布扎布（Гомбожав）被俘。1923年，布曼增迪加入蒙古人民党。自1928年至1940年，布曼增迪致力于在农村加强革命行政管理工作，“铲除封建主阶级”（清算蒙古旧贵族），将外国资本家（即中国商人）驱逐出蒙古。1940年，在蒙古人民革命党第10次代表大会上，布曼增迪当选为中央委员会主席团成员，随后第八届国家大呼拉尔于1940年7月6日选举其担任国家小呼拉尔主席团主席。1951年，在第一次大人民呼拉尔选举中，布曼增迪当选为大人民呼拉尔主席团主席。1953年9月23日，布曼增迪在任上逝世。